# Daïra d'El Hadjira
La daïra d'El Hadjira est une circonscription administrative algérienne située dans la wilaya d'Ouargla. Son chef-lieu est situé sur la commune éponyme d'El Hadjira.

## Communes
La daïra regroupe les deux communes d'El Hadjira et El Allia.